# Saxifraga moschata
Saxifraga moschata är en stenbräckeväxtart. Saxifraga moschata ingår i Bräckesläktet som ingår i familjen stenbräckeväxter.

## Underarter
Arten delas in i följande underarter:
- S. m. allionii
- S. m. moschata

## Bildgalleri

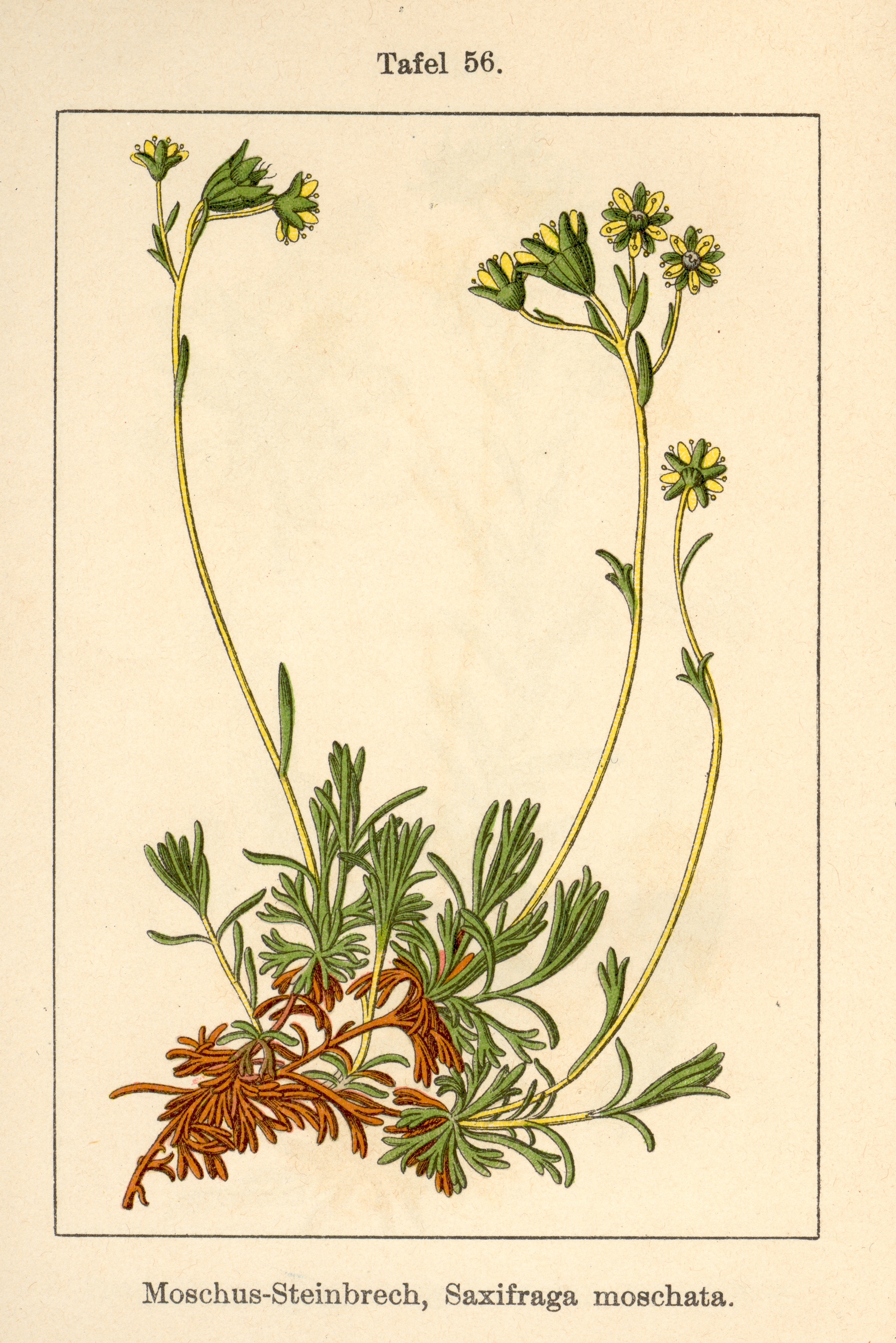
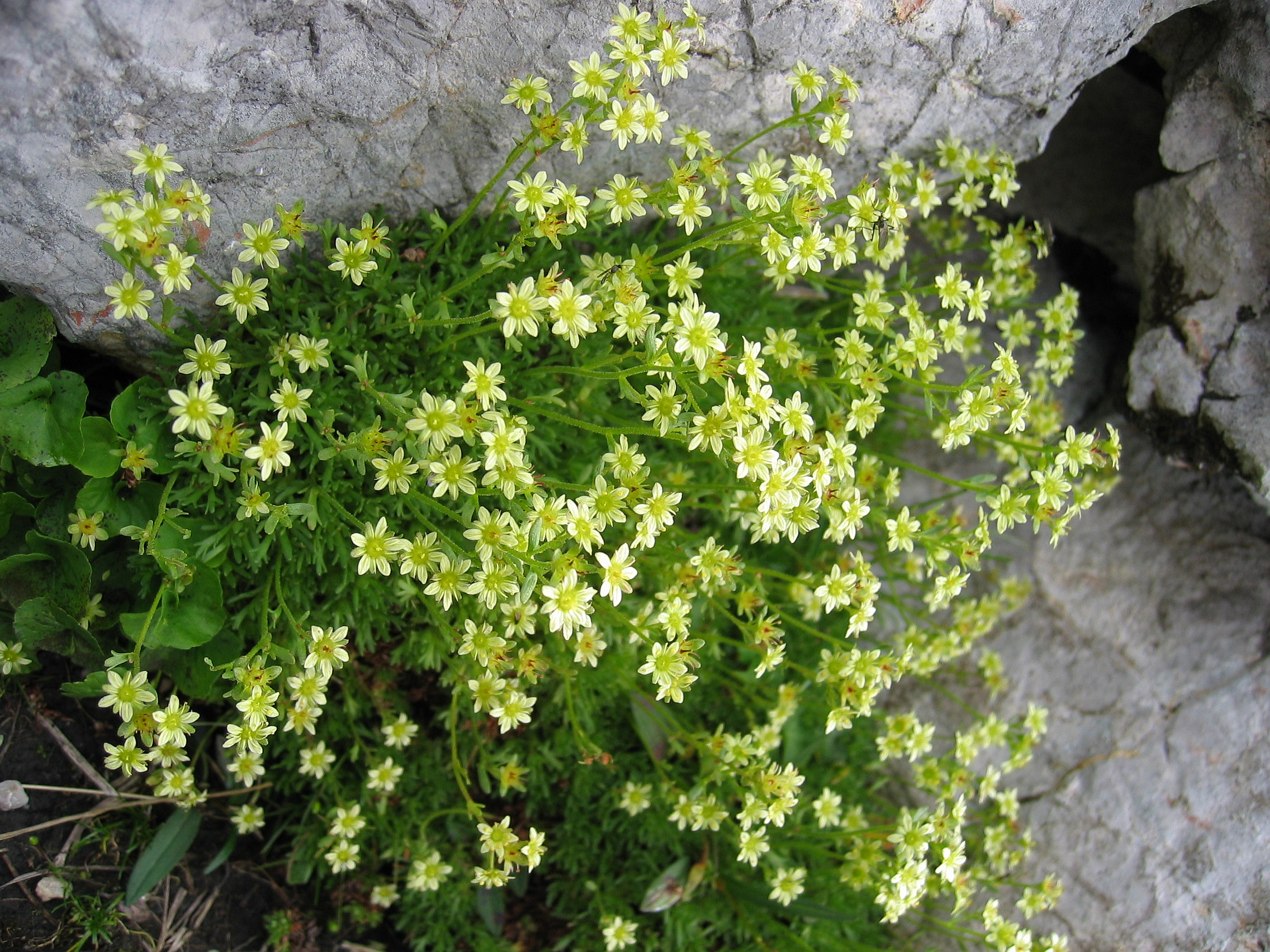
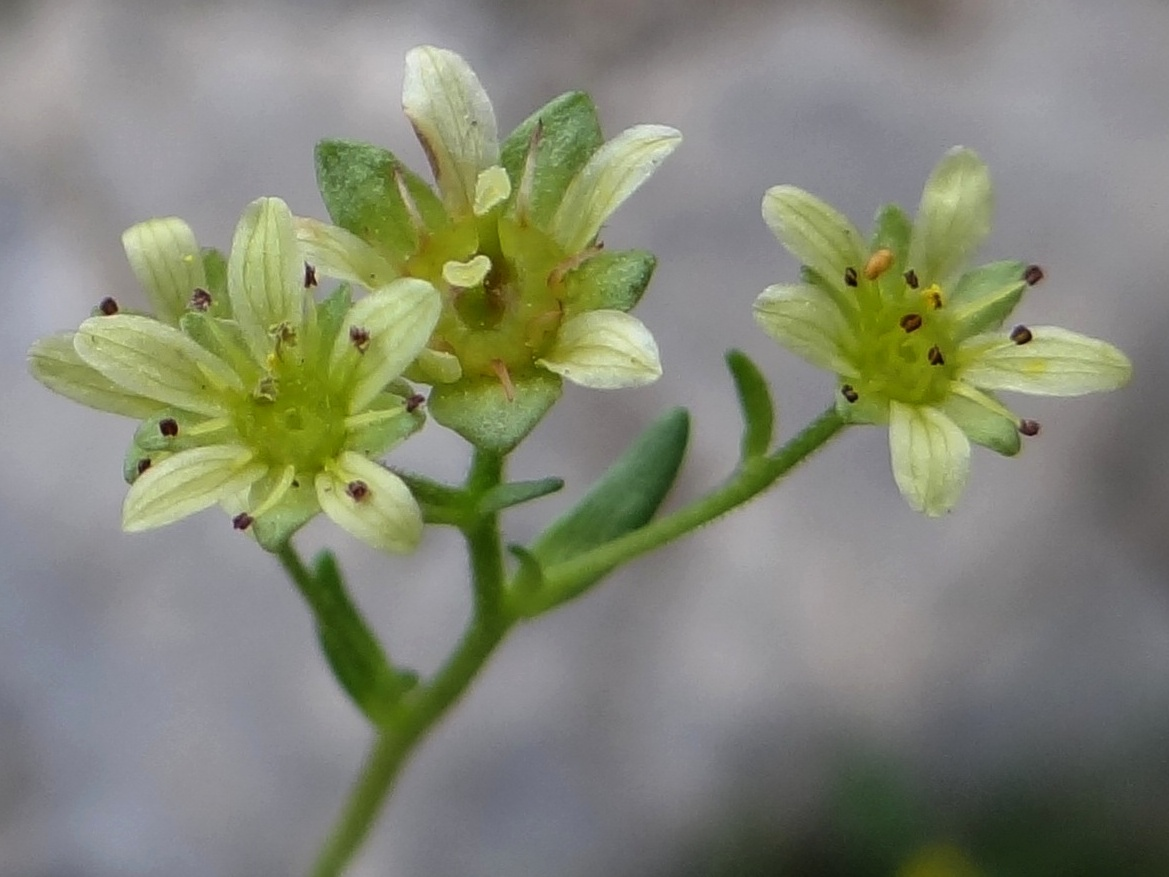